# 세네츠구

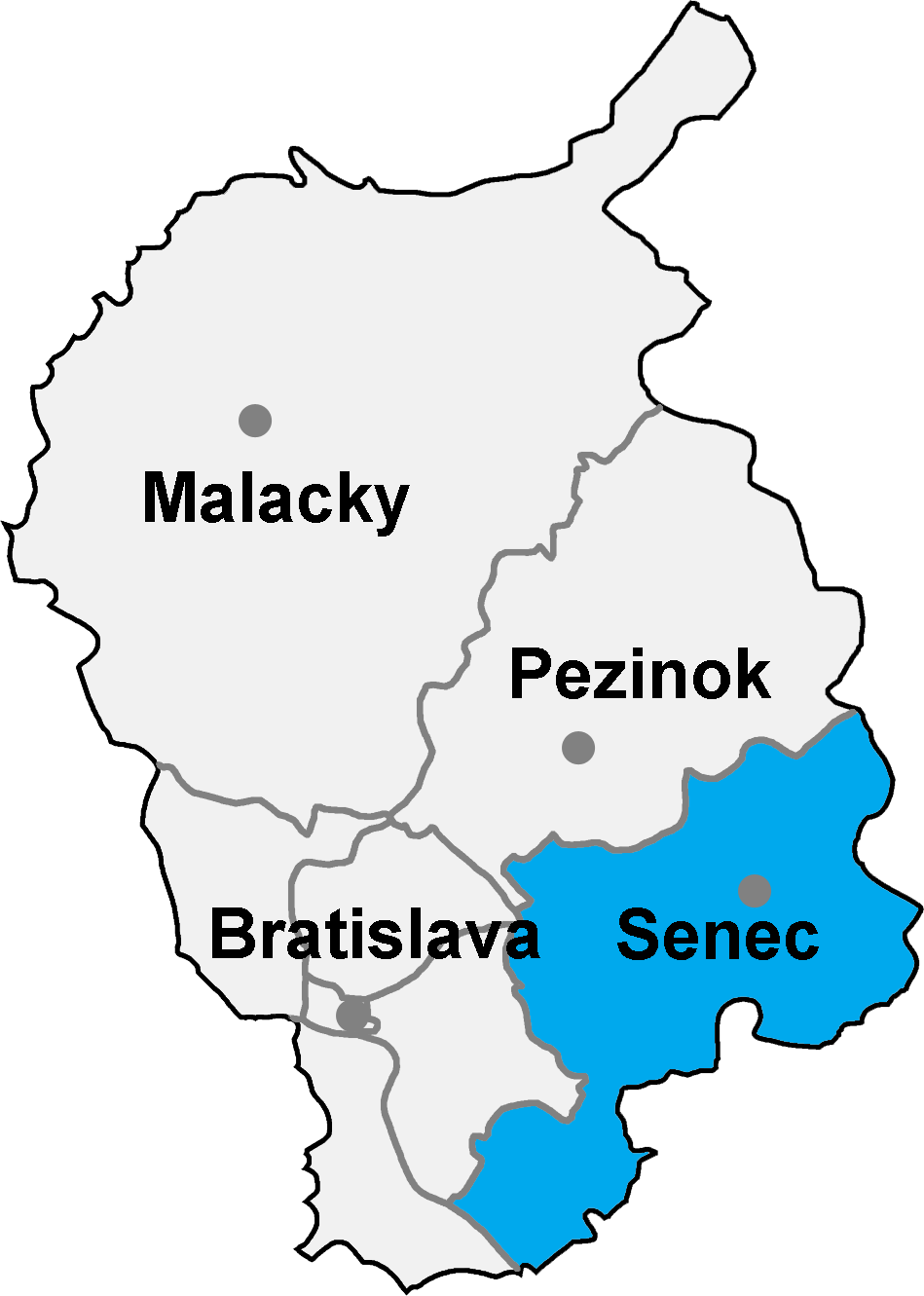
세네츠구의 위치

세네츠구(슬로바키아어: Okres Senec)는 슬로바키아 브라티슬라바주를 구성하는 8개 구 가운데 하나로 행정 중심지는 세네츠이며 면적은 359.88km2, 인구는 75,001명(2014년 기준), 인구 밀도는 208.41명/km2이다.
브라티슬라바주 남부에 위치하며 29개 지방 자치체(1개 시, 28개 마을)를 관할한다. 북쪽으로는 페지노크구, 북동쪽으로는 트르나바주 트르나바구, 동쪽으로는 트르나바주 갈란타구, 남쪽으로는 트르나바주 두나이스카스트레다구, 서쪽으로는 브라티슬라바와 접한다.